# Голова-ластик
«Голова-ластик» (англ. Eraserhead) — сюрреалистический малобюджетный фильм ужасов и первая полнометражная кинокартина Дэвида Линча, выпущенная в 1977 году. Фильм стал культовой классикой, благодаря сюрреалистическим образам, необычному звуковому оформлению и общей фантастической атмосфере. Сам Линч описывал свой фильм как «сон о тёмных и тревожных вещах» и считал его своим «самым духовным фильмом».
Особое влияние на сценарий оказали повести «Превращение» Франца Кафки и «Нос» Николая Гоголя. Фильм снимался на протяжении 5 лет при бюджете 10 000 долларов, в финансировании Линчу помогал его друг детства Джек Фиск и его жена Сисси Спейсек (спустя годы, исполнившая одну из главных ролей в другом фильме Линча — «Простая история») . Сюрреалистические образы и скрытые сексуальные мотивы в кинокартине рассматривались как ключевые тематические элементы. По версиям некоторых изданий, считается одним из самых шокирующих фильмов.
В 2004 году фильм был признан «культурно значимым» Библиотекой Конгресса США и выбран для хранения в Национальном реестре фильмов.

## Сюжет
Несчастный и угрюмый мужчина по имени Генри Спенсер живёт в мрачном промышленном городке. Свои однообразные дни он проводит в замкнутой квартире, из окон которой открывается вид на кирпичную стену. Однажды Генри получает сообщение от своей старой подруги Мэри, с которой встречался в последний раз шесть месяцев назад. В сообщении Мэри приглашает Генри приехать в гости и пообедать с ней и с её семьёй. Генри приезжает в гости, знакомится с мистером и миссис Икс и после обеда узнаёт от миссис Икс, что её дочь Мэри родила от Генри ребёнка. Ребёнок был рождён на шестом месяце беременности, но остался жив. Миссис Икс требует от Генри, чтобы он женился на Мэри и забрал ребёнка из больницы. Отныне Генри становится отцом маленького, не похожего на человека, ребёнка-мутанта, имеющего больше сходства с неким закутанным в бинты головастиком.
Теперь перед семьёй встаёт проблема выхаживания ребёнка. Мэри переезжает в квартиру к Генри, и они вместе как могут заботятся о своём ребёнке. Но вскоре всё изменяется: в одну дождливую ночь Мэри уходит к своим родителям и оставляет ребёнка на попечение отца. После этого Генри начинает медленно сходить с ума. Он видит некого мужчину, живущего в сфере, похожей на планету, а также девушку странной внешности, которая, находясь за батареей отопления, поёт ему о «рае». После Генри кажется, что его голова отрывается, а на её месте вырастает голова ребёнка. Оторванную голову находит мальчик и приносит на карандашную фабрику, после её используют для создания ластиков.
Генри, пытаясь выйти из квартиры, видит свою соседку (которую давно вожделеет) с другим мужчиной. В порыве гнева, Генри собственноручно убивает ребёнка. Электричество в помещении перегружается и по мере того, как свет включается и выключается, ребёнок вырастает до огромных размеров. Когда свет полностью гаснет, голова ребёнка заменяется планетой, которая начинает разрываться. Затем к Генри подходит девушка из батареи и обнимает его…

## В ролях
- Джек Нэнс — Генри Спенсер
- Шарлотта Стюарт — Мэри Икс
- Аллен Джозеф — Мистер Икс
- Джинн Бейтс — Миссис Икс
- Джудит Анна Робертс — «Красивая женщина из Комнаты напротив» (Beautiful Girl Across the Hall)
- Лорел Нир — «Дама в Радиаторе» (Lady in the Radiator)
- Джек Фиск — «Мужчина на Планете» (The Man in the Planet)
- Джин Лэнг — «Бабушка»
- Дарвин Джостон – Пол

## Производство фильма
В 1971 году Линч переехал в Лос-Анджелес и поступил в Консерваторию AFI. Там он начал работать над своим первым полнометражным фильмом, используя грант AFI в 10 тысяч долларов. Гранта оказалось недостаточно для окончания фильма, и в результате Линч работал над ним с перерывами до 1976 года, несколько раз перемонтировав.
В первый год обучения он начал писать сценарий для предлагаемой работы, озаглавленной «Gardenback». Несколько преподавателей посоветовали ему продлить сценарий и расширить диалог, он неохотно согласился. Затем Линч объявил, что уходит из-за помех в исполнении его замысла. Многие из преподавателей колледжа попросили его пересмотреть решение, считая его одним из лучших своих учеников, на что он в конце концов согласился с условием, чтобы ему не мешали с созданием собственного проекта. Линч забросил «Gardenback» и решил начать новый проект.
Из-за необычного сюжета фильма и минимального режиссёрского опыта Линча никакие киностудии проект не поддержали. Линч снимал большую часть фильма в районе Greystone Mansion в Беверли-Хиллз, который был в то время штаб-квартирой AFI. Сценарий фильма состоял из 21 страницы и был написан за 20 дней. В первый год работы над фильмом (из пяти) от Дэвида Линча ушла жена. Учитывая, что совсем незадолго до этого у них родилась дочь, многие считают, что Дэвид Линч пользовался личным опытом для съёмок картины, а чтобы найти хоть какие-нибудь деньги на производство (финансирование прекратилось после съёмки где-то 20 минут фильма), режиссёру приходилось искать их самыми разными способами — вплоть до развоза газет и использования средств родственников и друзей (Сисси Спэйсек и Джека Фиска).

## Релиз и отзывы
Многие критики весьма положительно отозвались о кинокартине. На Rotten Tomatoes фильм имеет рейтинг одобрения 90 % на основе 63 рецензий кинокритиков..
Мел Брукс после просмотра фильма пригласил Дэвида Линча в качестве режиссёра фильма «Человек-слон».
«Голова-ластик» был одним из любимых фильмов Стэнли Кубрика. Перед съёмками «Сияния» он показал этот фильм съёмочной группе, дабы погрузить её в необходимое психологическое состояние.
Джордж Лукас после просмотра фильма предложил Линчу снять заключительный эпизод «Звёздных войн» — Возвращение джедая, однако Линч от предложения отказался.

## Призы и награды
- 1978 — приз «Золотая антенна» на Международном фестивале фантастических фильмов в Авориазе
- Фильм был номинирован в категории «Лучший фильм в жанре „фэнтези“» в 1978 году на Международном фестивале фантастических фильмов «Фантаспорто»